# 巴里鎮區 (伊利諾伊州派克縣)
巴里鎮區（英語：Barry Township）是位於美國伊利諾伊州派克縣的一個行政鎮區。

## 地方資料
根據2010年美國人口普查的數據，巴里鎮區的面積為99.70平方千米，當中陸地面積為99.70平方千米，而水域面積為0.00平方千米。當地共有人口1615人，而人口密度為每平方千米16.2人。